# Chùa Non Nước (Ninh Bình)
Chùa Non Nước ở tỉnh Ninh Bình là một ngôi chùa cổ tọa lạc dưới chân núi Non Nước, bên bờ sông Đáy và cửa sông Vân. Chùa nằm trên địa phận phường Vân Giang, thành phố Hoa Lư. Núi chùa Non Nước là một di tích lịch sử văn hóa quốc gia đồng thời cũng là một điểm du lịch quan trọng của thành phố Hoa Lư.

## Kiến trúc
Từ thời nhà Lý, dưới đời vua Lý Nhân Tông, quốc sư Nguyễn Minh Không xây dựng một ngôi chùa thờ Phật dưới chân núi Dục Thúy Sơn về phía Đông. Chùa được xây bằng đá, mái cong rồng lượn và đã xuất hiện tháp là nơi thờ Phật. Trong tháp đặt một tượng Phật chính và một số tượng phụ.
Sang thế kỷ XIII, tháp được tách ra, thành hai kiến trúc riêng: chùa và tháp. Tháp không còn là chùa mà trở thành mộ sư. Chính vì vậy, đến đời Trần, tháp Linh Tế đổ vỡ. Đến năm 1337 thời vua Trần Hiến Tông, tháp Linh Tế được khởi công xây dựng lại. Người đứng lên chủ trì việc xây dựng tháp là nhà sư Trí Nhu (người phủ Tràng An, châu Đại Hoàng - tức là người Ninh Bình). Khi đang giữ chức Tả ty Lang trung, Tả giám Nghị đại phu, Trương Hán Siêu đã viết bài "Dục Thúy sơn Linh Tế tháp ký" (Bài ký tháp Linh Tế ở núi Dục Thúy), nhân việc tháp Linh Tế xây dựng lại xong. Trong bài ký đó, Trương Hán Siêu đã cho biết tháp Linh Tế xây dựng lại cao 4 tầng: "Tháp xây 4 tầng, đêm tỏa hào quang, kẻ xa người gần đều trông thấy rõ".
Cuối thời Hậu Lê tháp Linh Tế bị đổ vỡ. Điều này đã được Phạm Đình Hồ viết trong sách "Tam thương ngẫu lục": "Sau khi vạc đổi, Cung bỏ làm trường lương Tràng An, tháp Linh Tế cũng đổ nát".
Chùa có hai cổng, một cổng ra vào ở phía bắc, một cổng ở phía đông nam nhìn ra sông Đáy và đây cũng là cổng để nhiều người ra thả cá chép vào ngày ông táo chầu trời.
Từ sân chùa Non Nước bên sông Đáy, có thể hướng ra cầu Ninh Bình, cầu Non Nước và cuộc sống của cư dân trên sông Đáy.
Năm 2006, chùa đã được trùng tu lại và khánh thành mới nhung vẫn giữ được vẻ thiêng liêng, trầm mặc.
Mỗi năm chùa Non Nước đón hàng nghìn lượt khách du lịch trong nước và quốc tế về tham quan, chiêm bái. Từ chùa phóng tầm mắt ra xa, sẽ được chiêm ngưỡng cảnh sắc thanh bình, yên ả của làng quê Việt Nam.

## Thơ văn
Từ khi xây dựng lại tháp Linh Tế trên núi Dục Thúy, nhiều tao nhân mặc khách đã làm thơ vịnh núi đều nói đến tháp Linh Tế: 
| “                 | Lòng sông in bóng tháp Tầng thẳm cửa thôi che | ” |
| — Trương Hán Siêu |                                               |   |

| “             | Bóng tháp hình trâm ngọc Gương soi ánh tóc huyền. | ” |
| — Nguyễn Trãi |                                                   |   |

Đây là một bài thơ đặc sắc về "mới" không kém các bài thơ thế kỉ XX cả về nội dung, ngôn ngữ và thể thơ (6 chữ).
| “               | Nơi gọi Bồng, nơi gọi Nhược , Hai bên góp làm Non Nước, Đá chồng hòn thấp, hòn cao, Sóng trục lớp sau, lớp trước. Phật hư vô, cảnh thiếu thừa, Khách danh lợi buồm xuôi ngược. Vẳng nghe trên gác boong boong. Lẩn thẩn dưới chùa lần bước. | ” |
| — Lê Thánh Tông | |   |